# بلوارددیولا
بلوارددْیْولا (به مجاری:  Belvárdgyula) یک منطقهٔ مسکونی در مجارستان است که در ناحیه بوی واقع شده‌است. بلوارددیولا ۴۱۷ نفر جمعیت دارد.